# 양동초등학교 매월분교
양동초등학교 매월분교는 대한민국 경기도 양평군 양동면 매월리에 있었던 초등학교이다.

## 연혁
- 1967.03.02 양동국민학교 매월분교 인가
- 1973.03.01 초대 교장 이기봉 취임
- 1973.03.19 매월국민학교 개교식
- 1979.09.01 제2대 교장 김영수 취임
- 1987.03.01 병설유치원 개원
- 1987.09.01 제4대 교장 신용기 선생님 취임
- 1988.02.11 제15회 졸업식 거행(제15회 19명, 총 422명)
- 1989.02.17 제16회 졸업식 거행(제16회 11명, 총 433명)
- 1989.03.01 양동국민학교 매월분교장으로 격하
- 2007.03.01 폐교